# Henderson Lake
Henderson Lake är en sjö i Kanada.   Den ligger i provinsen British Columbia, i den sydvästra delen av landet, 3 700 km väster om huvudstaden Ottawa. Henderson Lake ligger 17 meter över havet. Arean är 14,9 kvadratkilometer. Den sträcker sig 11,9 kilometer i nord-sydlig riktning, och 9,3 kilometer i öst-västlig riktning.
I omgivningarna runt Henderson Lake växer i huvudsak barrskog. Runt Henderson Lake är det mycket glesbefolkat, med 2 invånare per kvadratkilometer.